# Agelaioides
Agelaioides – rodzaj ptaków z podrodziny epoletników (Agelaiinae) w rodzinie kacykowatych (Icteridae).

## Zasięg występowania
Rodzaj obejmuje gatunki występujące w Ameryce Południowej.

## Morfologia
Długość ciała samców 17,5–18,6 cm, masa ciała 40,1–46,6 g; długość ciała samic średnio 18,4 cm, masa ciała średnio 43,7 g.

## Systematyka

### Etymologia
Agelaioides: rodzaj Agelaius Vieillot, 1816; gr. -οιδης -oidēs – przypominający. 

### Podział systematyczny
Do rodzaju należą następujące gatunki:
- Agelaioides badius (Vieillot, 1819) – szarokacyk rdzawoskrzydły
- Agelaioides fringillarius (von Spix, 1824) – szarokacyk jasny – takson wyodrębniony z A. badius[4]